# Hyboscarta caduca
Hyboscarta caduca is een halfvleugelig insect uit de familie schuimcicaden (Cercopidae). De wetenschappelijke naam van deze soort is voor het eerst geldig gepubliceerd in 1951 door Fennah.